# Bratmobile
Bratmobile – amerykański żeński zespół punkowy, działający w latach 1991-1994, a następnie także w latach 1998-2003. Grupa jest jedną z pierwszych zespołów pierwszej fali generacji riot grrrl. Formacja inspirowała się takimi gatunkami muzycznymi jak pop, surf i rock garażowy.